# Nederlandse kampioenschappen schaatsen afstanden 2021 - 10.000 meter mannen
De 10.000 meter mannen op de Nederlandse kampioenschappen schaatsen afstanden 2021 werd gehouden op zondag 1 november 2020 in Thialf in Heerenveen.
Titelverdediger was Jorrit Bergsma, die vier keer op rij en in totaal al zes keer de titel had gepakt. Bergsma werd echter vanwege een foutieve wissel gediskwalificeerd en Marwin Talsma won zijn eerste titel.

## Uitslag
| #      | Schaatser        | Tijd        |
| ------ | ---------------- | ----------- |
| Goud   | Marwin Talsma    | 12.52,09 pr |
| Zilver | Patrick Roest    | 12.57,67    |
| Brons  | Marcel Bosker    | 12.59,25 pr |
| 4      | Erik Jan Kooiman | 12.59,70    |
| 5      | Mats Stoltenborg | 13.08,53    |
| 6      | Sven Kramer      | 13.10,09    |
| 7      | Kars Jansman     | 13.10,60    |
| 8      | Bob de Vries     | 13.11,15    |
| 9      | Chris Huizinga   | 13.32,89    |
| DQ     | Jorrit Bergsma   | DQ          |
| NS     | Jan Blokhuijsen  | NS          |

1987 · 
1988 · 
1989 · 
1990 · 
1991 · 
1992 · 
1993 · 
1994 · 
1995 · 
1996 · 
1997 · 
1998 · 
1999 · 
2000 · 
2001 · 
2002 · 
2003 · 
2004 · 
2005 · 
2006 · 
2007 · 
2008 · 
2009 · 
2010 · 
2011 · 
2012 · 
2013 · 
2014 · 
2015 · 
2016 · 
2017 · 
2018 · 
2019 · 
2020 · 
2021 · 
2022 · 
2023 · 
2024 · 
2025